# Mr. Gimmick
Mr. Gimmick (ギミック!?, Gimmick!) è un videogioco a piattaforme sviluppato da Sunsoft. Uno degli ultimi videogiochi pubblicati Nintendo Entertainment System, è stato distribuito in Scandinavia dall'azienda svedese Bergsala. Nonostante la recensione su Electronic Gaming Monthly, il titolo non venne mai pubblicato negli Stati Uniti d'America. È tuttavia incluso nella Memorial Series SunSoft Vol. 6 per PlayStation insieme a Super Spy Hunter.
Nel 2022 Sunsoft ha annunciato una remaster per PlayStation 4, Xbox One, Nintendo Switch e Microsoft Windows dal titolo Gimmick! Special Edition sviluppata da City Connection.

## Trama
Il videogioco è ambientato in un universo di giocattoli, dove una bambina, che ha ricevuto per il compleanno Mr. Gimmick (ゆめたろー?, Yumetarō), viene rapita dalle sue bambole.

## Modalità di gioco
Mr. Gimmick è un platform simile a Kirby e Super Mario Bros.. Sono presenti sei livelli e altrettanti boss.
La caratteristica del protagonista è quella di attaccare tramite una stella che può essere anche usata come trampolino per raggiungere zone altrimenti inaccessibili. È possibile raccogliere power-up contenuti in bottiglie.